# Martin Venix
Martin Venix (Tilburg, 4 de marzo de 1950) es un deportista neerlandés que compitió en ciclismo en las modalidades de pista, especialista en la prueba de medio fondo, y ruta.
Ganó cuatro medallas en el Campeonato Mundial de Ciclismo en Pista entre los años 1974 y 1982.

## Medallero internacional
| Campeonato Mundial | Campeonato Mundial        | Campeonato Mundial | Campeonato Mundial |
| Año                | Lugar                     | Medalla            | Competición        |
| ------------------ | ------------------------- | ------------------ | ------------------ |
| 1974               | Montreal ( Canadá)        | Medalla de plata   | Medio fondo (A)    |
| 1978               | Múnich ( RFA)             | Medalla de plata   | Medio fondo (P)    |
| 1979               | Ámsterdam ( Países Bajos) | Medalla de oro     | Medio fondo (P)    |
| 1982               | Leicester ( Reino Unido)  | Medalla de oro     | Medio fondo (P)    |

## Palmarés

### Palmarés en pista
1972
- Campeonato de los Países Bajos Amateur

1974
- Campeonato de los Países Bajos Stayer Amateur

1975
- Campeonato de los Países Bajos Derny

1976
- Campeonato de los Países Bajos Stayer Medio Fondo

1979
- Campeonato de los Países Bajos Stayer Medio Fondo
- Campeonato Mundial Stayer Medio Fondo

1980
- Campeonato de los Países Bajos Stayer Medio Fondo

1982
- Campeonato Mundial Stayer Medio Fondo

### Palmarés en ruta
1975
̆* Vencedor de etapa de la Vuelta a Holanda